# ファビアン・ジョンソン
ファビアン・ジョンソン（Fabian Marco Johnson, 1987年12月11日 - ）は、ドイツ・バイエルン州ミュンヘン出身の元サッカー選手。現役時代のポジションはMF及びDF。元アメリカ代表。

## 経歴

### クラブ
アメリカ人軍人の父とドイツ人の母の下でミュンヘンに生まれたジョンソンは、2001年にシュポルトフロインデ・ミュンヘン（Sportfreunde München）でキャリアを始め、2006年夏にTSV1860ミュンヘンの下部組織へ移籍した。1860ミュンヘンの下部組織ではU-23までの全部門でプレーしており、そのU-23では2004年12月11日にレギオナルリーガ・バイエルンの試合に初出場を飾って以降、2007年までの間で43試合に出場した。
2006年3月19日に2部のSCパーダーボルン07戦で試合残り1分からプロ初出場を飾り、2005-06シーズン終了まで3試合に短時間出場した。翌2006-07シーズンは、ヴァルター・シャッハナー（en）監督からトップチームへの完全移行を告げられ、2009年に退団するまでの間にトップチームでリーグ戦90試合4得点、DFBポカール6試合1得点を記録した。
2009年7月15日に同国1部王者のVfLヴォルフスブルクと2010年6月30日までの契約を締結し、2009-10シーズン第5節のバイエル・レバークーゼン戦でクリスティアン・ゲントナーに代わって76分から初出場を飾り、12月5日のSCフライブルク戦（2-2）で初得点を挙げる。ヴォルフスブルクでは左サイドバックにマルセル・シェーファー、右サイドバックにはサシャ・リーターとペテル・ペカリークの存在から出場機会が限られ、移籍1季目は10試合の出場にとどまり、さらに翌2010-11シーズンは出場6試合中途中出場5試合（うち3試合は試合終了残り1分）と非常に厳しいものだった。
2011年6月3日にヴォルフスブルクからジョンソンをTSG1899ホッフェンハイムへ放出することが発表。2012年9月26日のVfBシュトゥットガルト戦で初得点を挙げ、チームのシーズン初勝利に貢献した。
2014年2月24日にシーズン終了に伴ってボルシア・メンヒェングラートバッハへ自由契約で移籍することが発表された。

### 代表
世代別代表ではドイツ代表としてU-17から各部門でプレーしており、U-21ではホルスト・ルベッシュ監督の下でUEFA U-21欧州選手権2009の準決勝と決勝に出場して優勝に貢献した。
2011年8月25日にアメリカ代表のユルゲン・クリンスマン監督から9月2日のコスタリカ、9月6日のベルギーとの親善試合へ向けて初招集されたが、FIFAから代表変更の許可が間に合わず出場することはなかった。その後、変更許可が下りたことでアメリカ代表に出場出来ることとなり、11月3日にフランスとスロベニア戦へ向けて再招集され、11月11日のスタッド・ド・フランスでのフランス戦（0-1）で後半からアメリカ代表として初出場を飾った。続く、11月15日のスロベニア戦（3-2）で初先発出場をした。2012年6月12日の2014 FIFAワールドカップ・北中米カリブ海予選グアテマラ戦でFIFA公式戦初出場。2014年6月1日のトルコとの親善試合で代表初得点を挙げた。

## 代表歴

### 出場大会
- アメリカ代表
  - 2014 FIFAワールドカップ

### 試合数
- 国際Aマッチ 57試合 2得点（2011年-2017年）[11]

| アメリカ代表 | 国際Aマッチ | 国際Aマッチ |
| 年           | 出場        | 得点        |
| ------------ | ----------- | ----------- |
| 2011         | 2           | 0           |
| 2012         | 8           | 0           |
| 2013         | 8           | 0           |
| 2014         | 11          | 1           |
| 2015         | 13          | 1           |
| 2016         | 12          | 0           |
| 2017         | 3           | 0           |
| 通算         | 57          | 2           |

## タイトル
代表
ドイツ U-21代表
- UEFA U-21欧州選手権 : 2009